# سید رضا فیروزآبادی
سیدرضا فیروزآبادی (۱۲۵۴ فیروزآباد شهر ری - ۱۴ امرداد ۱۳۴۴) سیاستمدار، روحانی و نیکوکار ایرانی، چهار دوره نماینده مجلس شورای ملی و بنیان‌گذار بیمارستان فیروزآبادی شهر ری بود.
این مریضخانه وقف است بر فقرا و رعایا و غربا و بیچارگان لعنت بر کسیکه تخلف نماید.— سردر قدیمی بیمارستان فیروزآبادی، بخط مرحوم استاد عمادالکتاب سیفی

## تولد
در شناسنامه سید رضا فیروز آبادى که در هفتم اسفند ۱۳۰۰ صادر شده، تاریخ تولد او ۱۲۵۲ شمسى قید شده است. هرچند در اظهارنامه‌ای که خود او در چهاردهم آذر ۱۲۹۸ براى گرفتن شناسنامه داده بوده، سن خود را ۴۶ سال گفته و از آنجا که به احتمال زیاد، سن خود را به تاریخ قمری گرفته و ۱۴ آذر ۱۲۹۸ خورشیدی معادل جمادی‌الاول ۱۳۳۸ قمری بوده، سال تولد او می‌بایست ۱۲۹۲ قمری مقارن با ۱۲۵۴ خورشیدی باشد. موضوع تاریخ تولد او در انتخابات دوره چهاردهم مجلس شورای ملی در سال ۱۳۲۲ خورشیدی جنجال‌آفرین شد. طبق شناسنامه‌اش او بالای هفتاد سال سن داشت و حداکثر سن برای نمایندگی هفتاد سال بود. اما در مجلس با استناد به خطای محاسبه که هنگام صدور شناسنامه او صورت گرفته، سن او زیر هفتاد سال تعیین شد. 

## ورود به سیاست
سید رضا فیروزآبادی فرزند سید هاشم، تحصیلات خود را در زادگاهش، فیروز آباد آغاز کرد و در مدرسه آصفیه نزدیک مسجد جامع تهران ادامه داد.  در سال ۱۲۸۵ خورشیدی در نهضت مشروطه شرکت کرد. در سال ۱۲۹۳ نماینده غار و فشافویه (شهر ری) در دوره سوم مجلس شورای ملی شد. در اواخر سال ۱۳۰۲ که غائله جمهوری‌خواهی به راه افتاد، او همراه با سید حسن مدرس به مبارزه با جمهوریت برخاست. علاوه بر آن، انجمنی از کلیه اصناف تهران تشکیل داد که در منزل وی اقداماتی علیه جمهوریت داشتند.
در سال ۱۳۰۳ که رضا خان سردارسپه نخست‌وزیر وقت، حکومت نظامی برقرار کرد، سید رضا فیروزآبادی دستگیر و به کلات نادری در خراسان تبعید شد. پس از به سلطنت رسیدن رضا شاه در سال ۱۳۰۵ به نمایندگی تهران وارد ششمین دوره مجلس شد و در دوره بعد (هفتم) نیز در این جایگاه ماند.
فیروزآبادی در مجلس معمولاً با طرحها و لوایحی که به توسعه و تجدد کشور مربوط می‌شد، مانند استخدام مستشاران و معلمان خارجی و احداث تلگراف بی‌سیم مخالفت می‌ورزید. هنگامی هم که لایحه ورزش اجباری برای دانش‌آموزان به مجلس رفت، آن را غیرشرعی دانست. و گفت:

«ورزش اجباری در مملکت ما چندان لزوم ندارد. بلکه به یک نظریاتی مضر هم هست. ما باید با اخلاق و روحیات اهل این مملکت مملکت را اداره کنیم. چیزی را که بیشتر اهل این مملکت عقیده ندارند و می‌خواهند به زور به حلق آنها بکنند نمی‌شود».

او همچنین با اقدامات علی‌اکبر داور در تغییر تشکیلات عدلیه و پایه‌ریزی دادگستری نوین مخالف بود. در اردیبهشت ۱۳۰۶ که وکلای دادگستری در اعتراض به اینکه کارشان را از دست داده‌اند، در مجلس شورای ملی تحصن کردند، فیروزآبادی در دفاع از آنها نطق کرد و خواهان آن شد که جلوی اقدامات داور گرفته و همان روال پیشین در عدلیه از سر گرفته شود. اما هنگام سخنان فیروزآبادی نمایندگان از جلسه بیرون رفتند و از داور اعلام حمایت کردند.
در سال ۱۳۰۷ پس از آنکه رضاشاه از لزوم تغییر لباس سخن گفت، شماری از نمایندگان مجلس به سخنگویی سید اسماعیل عراقی نماینده اراک، طرحی دو فوریتی در دستور کار مجلس گذاشتند که به خواسته رضاشاه جنبه قانونی بدهند. فیروزآبادی به مخالفت برخاست و گفت:

«بنده نشنیدم که در دنیا در هیچ پارلمانی بنشینند و قانون به جهت کلاه و تنبان مردم بنویسند. اگر آقایان شنیده‌اند نمی‌دانم. بنده عقیده دارم که مردم را به آزادی خودشان بگذارند. خدا شاهد است محبوبیت بین دولت و ملت در آزادی است و در لباس و بعضی چیزهای دیگر پیدا نمی‌شود. دیروز از دم دروازه می‌گذشتم دیدم عده‌ای ایستاده‌اند هر کس می‌آید کلاهش را می‌گیرند پاره می‌کنند بدون استثنا. خوب نیست به مردم زیاد فشار آورد. این اتحاد شکل یک نتیجه که امروز به ما داده‌است این است که غالب البسه وطنی ما را از بین برده، عبا را برده، پارچه‌های دیگر را برده و منحصر شده‌است لباس‌مان به استعمال البسه خارجی».

## احداث بیمارستان و سایر ابنیه خیریه
فیروزآبادی در تمام مدتی که نمایندهٔ مجلس بود، حقوقی دریافت نکرد و تنها هنگامی که تصمیم گرفت بیمارستانی در شهر ری بسازد، حقوق خود را از مجلس شورای ملی گرفت و به مصرف [بخشی از] مخارج و هزینه‌های بیمارستان رسانید. فیروزآبادی، با کمک دکتر امیراعلم باغ حرمت الدوله را که مساحتی حدود ۶۲ هزار متر مربع داشت، از وُرّاث او از قرار متری یک قران خرید و ساخت بیمارستان از سال ۱۳۰۹ آغاز شد. فیروزآبادی در یکی از جلسات مجلس از نمایندگان خواست هنگامی که به مرخصی می‌روند، حقوق دوران مرخصی خود را به ساخت بیمارستان کمک کنند. او خطاب به نمایندگان گفت:

«در این شهر [تهران] که بحمدالله همه چیز هست. طبیب هست وسایل معالجه فراهم هست. در بیرون هیچ چیز نیست. بروید در بیابانها ببینید زیر اشجار و این درختها و لب این نهرها چقدر مردم می‌آیند واز زور بی‌دوایی و بی‌غذایی می‌افتند و می‌میرند. یک مریضخانه عقیده همه این است که لازم است. واجب است نه اینکه مستحب باشد بلکه واجب است و باید در حضرت عبدالعظیم ساخته شود که تخصیص داده شود به فقراء و رعایایی که قادر به معالجه خود نیستند و پولی هم نقداً جهت این کار موجود نیست، مگر از حقوق مرخصی آقایان وکلا که تخصیص به این کار بدهند. اگر آقایان وکلاء از حقوق زمان مرخصی‌شان تخصیص بدهند به این کار، ممکن است این کار تمام شود. اگر تخصیص ندهند، خوب این ده پانزده هزار تومان را هم که بنده دادم عن‌قریب تمام می‌شود و این مریضخانه به جایی نخواهد رسید و باعث نام نیکی نخواهد شد».

بیمارستان با صدتختخواب در دوم آذر۱۳۱۳ افتتاح شد و با پافشاری و پیگیری فیروزآبادی، اداره کل صحیه که چند سال بعد اداره کل بهداشت نام گرفت و بعدا وزارت‌خانه شد، به توسعه بیمارستان پرداخت. تا سال ۱۳۲۶ با صرف دو میلیون تومان هزینه، به بیمارستانی بزرگ با بودجه‌ سالیانه حدود یک میلیون تومان تبدیل شد که دارای زایشگاهی مدرن هم بود  و شمار تخت‌های آن به ۶۴۰ می‌رسید.
بیمارستان فیروزآبادی موقوفه و تولیت آن مادام‌العمر با خود او اما مدیریت آن با وزارت بهداری بود. رابطه فیروزآبادی هم با بهداری خالی از مشکل نبود تا جایی که در سال ۱۳۲۶ موضوع به بروز شایعاتی و اعتراض به وزارت بهداری در مجلس انجامید. دکتر منوچهر اقبال وزیر بهداری در مجلس حاضر شد و درباره این مشکلات توضیح داد: 

«در سرویس امراض عفونی که اطرافش نمی‌شود رفت که با یک شرایطی باید رفت آنجا و با یک شرایطی خارج شد، ایشان بدون مراعات اصول فنی حتی بدون این که پیراهن سفیدی به تن خود بکنند از سرویس عفونی می‌رفتند به سرویس جراحی. همچنین از قسمت عفونی به قسمت زایشگاه می‌رفتند و جان زائو در خطر و صدمه بود. حتی یک شب رفته بودند در ساعت نصف شب در قسمت سرویس طبی و آنجا نسبت به سرپرست‌ها پرخاش کرده بودند. شاید هم حق داشتند ولی در هر صورت باعث سرو صدایی شده بود و تمام پرستارهای آنجا اعتراض کرده بودند و بعد خودشان هم در حضور من تصدیق کردند که ایشان عصبانی شده بودند و از این جهت این عمل اتفاق افتاده بود. برای این که این پیش آمدها نشود ضمن یک نامه‌ای به بیمارستان‌ فیروزآبادی دستور داده شد که استدعا می‌شود از آقای فیروزآبادی که در امور فنی بیمارستان هیچ نوع دخالتی نداشته باشند و مخصوصاً از ایشان خواهش شد که مراعات اصول اداری و داخلی بیمارستان را بفرمایند. این البته باعث دلتنگی آقای فیروزآبادی شد حتی اظهار کرده بودند که ما ورود ایشان را به بیمارستان قدغن کردیم. صحت ندارد».

خانه فیروزآبادی در بیمارستان بود. او مسجدی بزرگ در جنب بیمارستان و پرورشگاهی بزرگ جنب مسجد و بیمارستان ساخت. خودش نیز در مقبره‌ای به خاک سپرده شد که جنب بیمارستان برای خود بنا کرد. این بیمارستان هنوز هم با نام بیمارستان فیروزآبادی دائر و یکی از بهترین بیمارستان‌های تهران است (بیمارستان فیروزآبادی در حال حاضر از بیمارستان‌های تابعهٔ دانشگاه علوم پزشکی ایران است).

## مخالفت با راه‌آهن
در ششم مهر ۱۳۰۹ فیروزآبادی در مخالفت با لایحه‌ای برای اعزام محصلینی جهت آموزش فنون مربوط به راه‌آهن گفت:

«چیزی که هست در این خط آهن، بنده مکرر عرض کردم باز هم عرض می‌کنم از همان اول شروع مذاکره‌اش، بنده با این وضعیات و ترتیباتش مخالف بودم، حالا هم مخالفم. به جهت اینکه می‌بینیم این خط‌آهن که کشیده شده یا می‌شود یا یک قدری شده، معلوم می‌شود در این مملکت هیچ به درد نمی‌خورد. یک قسمت از آن که در جنوب باشد، تقریباً هفده کرور خرج آن شده‌است. شانزده کرور فرانسوی‌ها پیشنهاد مرمت و اصلاح آن را کرده‌اند. آن قسمت شمالی‌اش هم شاید همین طریق باشد. بنده باز هم می‌گویم از ضرر هرچه برگردد منفعت است. حالا سی و دو سه کرور خرج شده، یک‌قدری دست نگهداریم، این پولی که می‌خواهیم خرج راه‌آهن بی‌نتیجه بکنیم، رأی بدهد مجلس که از طرف دولت به مصارف لازمتری برسد. این خط آهن فرضاً از جنوب به شمال از شمال به جنوب تمام ساخته شد، بعد از ساخته شدن تازه هیچ بار ما نداریم که بار آن کنیم. از آن‌طرف خرج اداری آن در سال چندین میلیون می‌شود. این خرج اداری را از کجا بیاوریم؟ خرج تعمیرات آن را همه ساله از کجا بیاوریم؟ هرچند بسیاری از آقایانی که از بنده بصیرترند دلتنگ بشوند از این عرض بنده ولی بعد از ده سال بیست سال توجه خواهند فرمود که بنده بی‌مأخذ این عرایض را عرض نکرده‌ام. پول این مملکت را که از مردم گرفته که هر یک سیر قندی تقریباً این روزها قریب سه شاهی مالیات برمی‌دارد و باید مملکت رو به ترقی برود، آن‌وقت خرج این خط‌آهن می‌شود. این راه‌آهن تمام این پول‌ها را می‌خورد، دست آخر هم هیچ به درد نمی‌خورد. مخصوصاً با این اتومبیل‌ها در ایران و بلکه در تمام دنیا خط آهن صرفه ندارد. در هر مملکتی هم که هست، یا به ضرر آن مملکت تمام می‌شود و خرج و دخلش تکافو نمی‌کند که مجبورند نگاهداری کنند یا اینکه عن‌قریب جمع خواهند کرد».

## بازگشت به سیاست
پس از اشغال ایران در شهریور ۱۳۲۰ و کناره‌گیری رضاشاه از سلطنت که به باز شدن فضای سیاسی ایران انجامید، فیروزآبادی به صحنه سیاسیت بازگشت و در نخستین انتخاباتی که پس از شهریور ۱۳۲۰ برگزار شد (انتخابات دوره چهاردهم مجلس شورای ملی در سال ۱۳۲۲) میان نامزدهای تهران پس از دکتر مصدق و سید محمدصادق طباطبایی و مؤتمن‌الملک پیرنیا بیشترین رأی را آورد. هرچند به سن او اعتراض شد که بالاتر از حد نصاب نمایندگی (هفتاد سال) است اما پس از بحث‌هایی در مجلس، سن او کمتر از هفتاد سال تشخیص داده شد و به مجلس راه یافت.
پس از ۲۸ مرداد ۱۳۳۲ و بسته شدن فضای سیاسی نیز فیروزآبادی درشکل‌گیری جبهه ملی دوم و تأسیس نهضت آزادی نقش داشت.

## زندگی خصوصی و مرگ

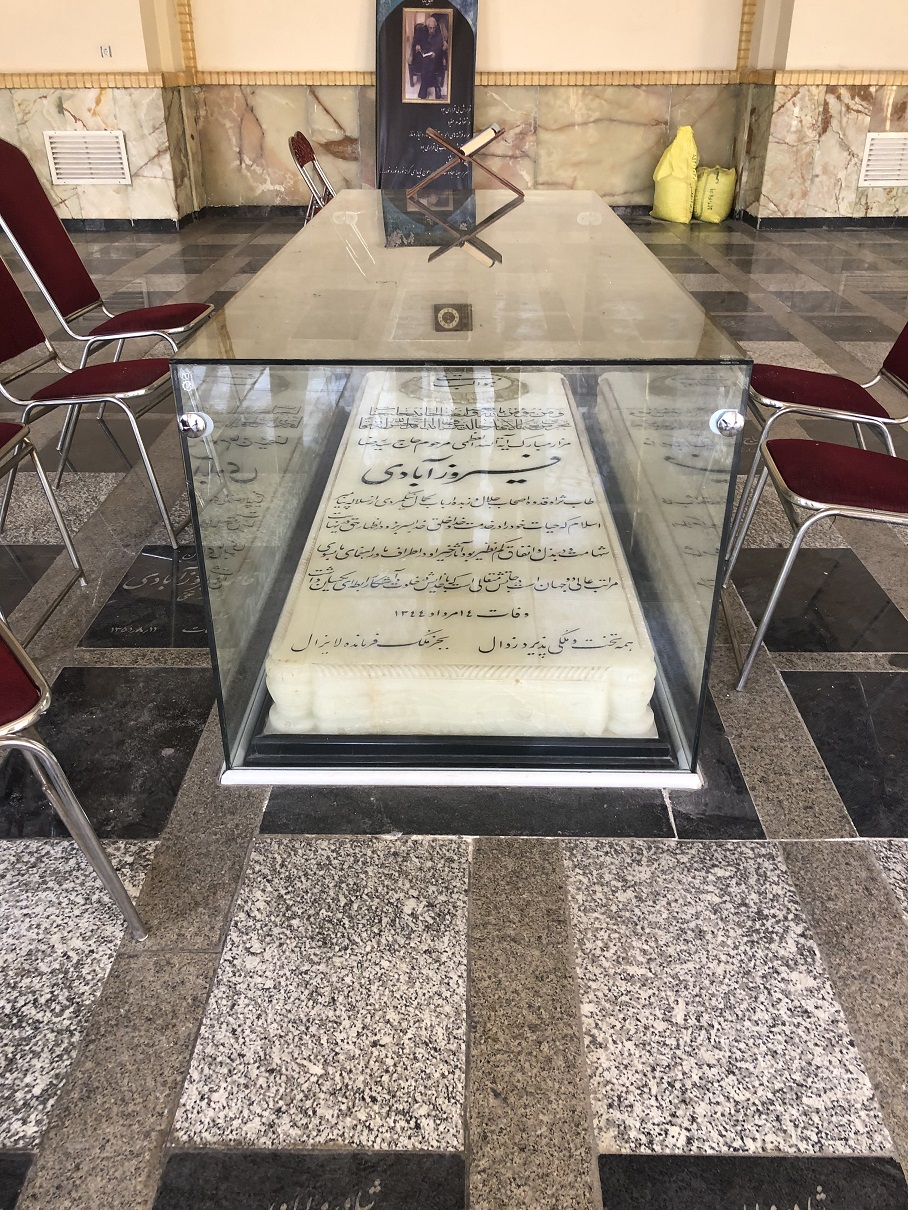
مقبره فیروزآبادی

فیروزآبادی دو همسر داشت که از یکی هشت فرزند (چهار پسر و چهار دختر) و از دیگری چهار فرزند (دو پسر و دو دختر) به جا ماند. فرزندان و نوادگانش در حال حاضر به یکصد نفر بالغند. فیروزآبادی، روز پنجشنبه ۱۴ مرداد ۱۳۴۴ در سن ۹۰ سالگی درگذشت. مهدی بامداد، نویسندهٔ کتاب شرح حال رجال ایران، در مورد وی می‌نویسد:
«فیروزآبادی از روحانیون خیّری است که در قرن اخیر وجود داشته و در عالم خودش در امور خیریه، در میان روحانیون، کم‌نظیر و بلکه بی نظیر بوده‌است.»